# Поплаухин, Александр Семёнович
Александр Семёнович Поплаухин (1926—2008) — советский промышленный деятель, директор Красноуральского медькомбината с 1960 по 1977 годы.

## Биография
Родился 10 марта 1926 года в деревне Маланичи Чернушинского района Пермского округа Уральской области.
В 1929 году его семья переехала в посёлок «Богомолстрой», ныне город Красноуральск, в связи со строительством там завода по производству меди.
Трудовую деятельность начал в 1942 году электрослесарем медьзавода. В 1949 году, после окончания Уральского политехнического института, вернулся на Красноуральский медеплавильный завод и работал в качестве начальника электрического цеха. Став членом КПСС, в 1955 году был избран секретарём партийного комитета завода.
В 1960 году Александр Семёнович стал директором Красноуральского медеплавильного комбината и возглавлял его в течение семнадцати лет. В 1964 году под его руководством был построен первый в СССР цех по производству двойного гранулированного суперфосфата, а в 1970 году вступил в строй первый в РСФСР цех по производству серной кислоты из отходящих конвертерных газов. Являясь руководителем градообразующего предприятия, Поплаухин много внимания уделял улучшению жилищных и культурно-бытовых условий его трудящихся — был построен современный Дворец спорта «Молодость» с плавательным бассейном, хоккейный корт, крытая площадка с искусственным льдом для фигурного катания, лыжная база, санаторий-профилакторий, учебный комбинат и другие объекты соцкультбыта.
Умер 24 июля 2008 года в Екатеринбурге, похоронен на Широкореченском кладбище города рядом с женой — Любовью Николаевной.

## Память
- В 2010 году на территории ОАО «Святогор» (предприятие металлургического комплекса УГМК), А. С. Поплаухину был открыт памятник-бюст (скульптор Валерий Кетриш)[3].
- Одна из улиц Красноуральска носит его имя[1].
- В городе учреждена премия им. А. С. Поплаухина среди научно-исследовательских работ красноуральских школьников[4][5].

## Награды
- Был награждён орденами Ленина, Октябрьской Революции, Трудового Красного Знамени и Знак Почета, а также медалями.
- 28 июня 2002 года ему было присвоено звание «Почётный гражданин города Красноуральска».